# Laplace (okręt)
„Laplace” – nazwa noszona na przestrzeni dziejów przez okręty Marine nationale:
- „Laplace” – korweta typu Phlégéton z lat 50. XIX wieku[1][2]
- „Laplace” (Q111) – okręt podwodny typu Lagrange z okresu międzywojennego[3][4]